# Heinrich Kalteisen
Heinrich Kalteisen (* wahrscheinlich um 1390 in Koblenz; † 2. Oktober 1464 ebenda) war von 1452 bis 1458 Erzbischof von Nidaros in Norwegen; danach Titularerzbischof von Caesarea in Kappadokien.

## Früher Werdegang
Kalteisens genaues Geburtsdatum und seine Eltern sind nicht bekannt. Er gehörte dem Dominikanerorden an. Er studierte in Wien und Köln. Bis 1424 war er Inquisitor für Mainz, Cambrai und Löwen. Ab 1430 führte er den Titel doctor sacrae theologiae professor und lehrte in Mainz. 1433 nahm er im Auftrag des Erzbischofs von Mainz, Konrad von Dhaun, am Konzil von Basel teil, wo er mit seinen drei Reden gegen die Hussiten im Rahmen einer Disputation mit dem Hussitenpriester Ulrich von der Partei der Sirotci bekannt wurde. Er wurde Ratgeber Papst Eugens IV.

## Der Erzbischof
Nach dem Tode des Erzbischofs Aslak Bolt 1450 kam es zwischen dem Domkapitel, dem König und dem Papst zu einer Auseinandersetzung über das Besetzungsrecht des Erzbischofsstuhles in Nidaros. Das Domkapitel hatte unverzüglich den Kanoniker Olav Trondsson zum Nachfolger gewählt. Gegen ihn protestierte König Christian I. Er wollte seinen Getreuen Marcellus von Skalholt als Erzbischof. Es kam zum Konflikt, und ein Schiedsgericht stellte die Ungültigkeit der Wahl Olav Trondssons fest. Auf den Druck des Königs stimmte das Domkapitel dann auch für Marcellus. Dieser aber wurde von Papst Nikolaus V. abgelehnt, weil er als Schwindler und Abenteurer galt. Der Papst bestimmte am 27. Februar 1452 nun selbst Kalteisen zum Erzbischof, um sich so den entscheidenden Einfluss auf die norwegische Kirche zu sichern. Kalteisen zahlte für diese Ernennung 800 Florin und einige weitere kleinere Beträge an die päpstliche Kammer.
Im Sommer 1452 reiste Kalteisen nach Bergen, wo er Mitte November ankam und zunächst gut aufgenommen wurde. In Nidaros wurde er feierlich in sein Amt eingesetzt, hielt sich aber nur wenige Monate dort auf, da der dortige Erzbischofssitz ziemlich verwahrlost war, so dass er ihn als „Viehstall“ bezeichnete. Zwischen Dänemark und Schweden hatte Krieg geherrscht, im Laufe dessen ein Heerführer Karl Knutssons einen Heereszug nach Trøndelag unternommen und den Bischofssitz in arge Mitleidenschaft gezogen hatte. Kalteisen zog daher zurück nach Bergen.
Kalteisen versuchte nun initiativ zu werden, indem er plante, nicht nur das Domkapitel, sondern die gesamte Kirchenprovinz zu visitieren. Sein Kopialbuch zeigt, dass er viel Arbeit darin investierte, die Verhältnisse in seiner Diözese kennenzulernen. Er traf eine Reihe von Entscheidungen in kirchlichen Rechtsfragen und schrieb sogar eine kleine färingische Bischofsgeschichte. Er plante auch, die Domkirche in Nidaros neu zu errichten.

## Der Widerstand
Inzwischen hatte Marcellus wieder das Vertrauen des Königs gewonnen und beschuldigte Kalteisen der Unfähigkeit für das Amt, so dass der König Kalteisen in Bergen zu einer Aussprache lud, wo es zu einer heftigen Konfrontation mit Marcellus kam. Kalteisen berief sich auf die Autorität des Papstes, während Marcellus für sich die Dekrete des Konzils von Basel und die Privilegien der norwegischen Kirche in Anspruch nahm. Am Ende wurde die Sache an den Papst überwiesen. Der König brachte den norwegischen Reichsrat dazu, in einem Schreiben die Probleme, die mit der Einsetzung Kalteisens als Erzbischof verbunden waren, übertrieben darzustellen, z. B. dass er keine Verbindung zum Volke habe, da er der Landessprache nicht mächtig sei, und mit dem Abfall der norwegischen Kirche zu drohen. Kalteisens Beschuldigungen gegen Marcellus seien haltlos. Es ist allerdings nicht sicher, dass der Brief an den Papst tatsächlich abgesendet worden ist, aber der Entwurf ist erhalten. Aus einem Brief des Königs an König Alfons V. von Aragon und Neapel geht hervor, dass er an einen Übertritt zur russisch-orthodoxen Kirche dachte. Kalteisen weigerte sich, sein Amt zur Verfügung des Königs zu stellen und brach kurze Zeit darauf nach Rom auf. Im Winter 1453/1454 hielt er sich noch in Marstrand auf. Im Sommer 1454 kam er nach Kopenhagen, wo er vor dem dänischen Reichsrat über seine Amtsführung Rechenschaft ablegen musste. Dabei wurde er stark unter Druck gesetzt, nicht nur sein Amt aufzugeben, er sollte dem Papst auch vorschlagen, dass er als päpstlicher Legat nach Norwegen zurückkehre und sollte vom Papst eine Entschädigung für Marcellus aushandeln. Nun bat er den Papst selbst um Demission, da er in der norwegischen Kirche nicht von Nutzen sein könne, schon weil er die Sprache nicht beherrsche, seine Gesundheit angegriffen und er die dortige Lebensweise nicht gewohnt sei. Der Papst lehnte zwar sein Demissionsgesuch ab, sandte ihn aber als Kreuzzugsprediger im Range eines päpstlichen Legaten nach Deutschland.

## Demission und letzte Jahre
1456 beklagte sich König Christian bei Papst Kalixt III., dass er einen der Sprache nicht mächtigen und kränklichen Ausländer zum Erzbischof gemacht habe und nun dessen Demission nicht annehme. Das habe zu großer Unruhe im Lande geführt, so dass sogar Bischof Thorleiv Olafsson in Bergen ermordet worden sei. Erst 1458 entschloss sich der Papst, das Demissionsgesuch doch anzunehmen, und bestimmte Olav Trondsson zum Erzbischof von Nidaros. Kalteisen wurde im Juni dieses Jahres zum Titularerzbischof von Caesarea in Cappadocia ernannt und erhielt eine halbjährige Pension von 200 Rheinischen Florin.
1463 zog sich Kalteisen in das 1944 zerstörte Dominikanerkloster Koblenz zurück, wo er im Jahr darauf starb. Er wurde in der Klosterkirche vor dem Altar für den Heiligen Olav, den er selbst gestiftet hatte, begraben.